# مقاطعة فريدريك (فيرجينيا)
 مقاطعة فريدريك  (بالإنجليزية:  Frederick County)‏ هي إحدى المقاطعات في ولاية فيرجينيا في الولايات المتحدة الأمريكية.

## أعلام
- ألكسندر رينولدز
- جوزيف بومان
- صموئيل كيرشفال
- فرنسيس ويليس
- الكسندر كامبل
- الكسندر وايت
- جيمس هارفي كارسون